# Hans-Dietrich Gronau (Kunsthistoriker)
Hans-Dietrich Gronau (* 1904 in San Domenico di Fiesole; † 10. Januar 1951 in London) war ein deutsch-britischer Kunsthistoriker.

## Leben
Hans-Dietrich Gronau war der Sohn des Kunsthistorikers Georg Gronau (1868–1937) und wurde in der elterlichen Villa Le Palazzine in San Domenico di Fiesole geboren. Als sein Vater 1910 Direktor der Kasseler Gemäldegalerie wurde, zog die Familie nach Kassel. Nach dem Schulbesuch arbeitete er zunächst bei einem Kunsthändler in Berlin. Nach der Rückkehr der Familie in die Villa in San Domenico 1929 wandte er sich dem Studium der Kunstgeschichte zu. Er studierte in Göttingen und München und wurde 1934 bei Georg Vitzthum von Eckstädt in Göttingen promoviert.
1935 heiratete er die Kunsthistorikerin Carmen von Wogau (1910–1999). Mit ihr emigrierte er nach London, wo er als Ratgeber im Kunsthandel Arbeit fand. Im Krieg diente er bei den britischen Pionieren und wurde nach Ende des Krieges britischer Staatsbürger.
Er wurde 1945 als Nachfolger von Tancred Borenius Experte beim Auktionshaus Sotheby’s. Mit der Anstellung von Gronau gewann die Firma an Renommee auf dem Gebiet der Versteigerung Alter Meistergemälde. 1950 wurde bei ihm eine schwere Herzkrankheit diagnostiziert, er konnte keine Gemälde mehr heben oder Treppen steigen; er starb mit nur 46 Jahren. Seine Frau Carmen übernahm seine Aufgabe bei Sotheby’s.
Gronaus Spezialgebiet war die frühe italienische Renaissancemalerei.

## Weblink
- Eintrag im Dictionary of Art Historians.

| Personendaten    | Personendaten                      |
| ---------------- | ---------------------------------- |
| NAME             | Gronau, Hans-Dietrich              |
| KURZBESCHREIBUNG | deutsch-britischer Kunsthistoriker |
| GEBURTSDATUM     | 1904                               |
| GEBURTSORT       | San Domenico di Fiesole            |
| STERBEDATUM      | 10. Januar 1951                    |
| STERBEORT        | London                             |